# Pyrausta fulvitinctalis
Pyrausta fulvitinctalis là một loài bướm đêm trong họ Crambidae.